# Iglesia de la Inmaculada Concepción y Casas del Clero
La Iglesia de la Inmaculada Concepción y Casas del Clero (en inglés: Church of the Immaculate Conception and Clergy Houses) es un complejo religioso ubicado en Nueva York, Nueva York. La Iglesia de la Inmaculada Concepción y Casas del Clero se encuentra inscrita como un Hito Histórico Neoyorquino en la Comisión para la Preservación de Monumentos Históricos de Nueva York al igual que en el Registro Nacional de Lugares Históricos desde el 28 de marzo de 1980. Construido entre 1894-1896 por el arquitecto J. Stewart Barney por órdenes de la Iglesia de Gracia y Dependencias.

## Ubicación
La Iglesia de la Inmaculada Concepción y Casas del Clero se encuentra dentro del condado de Nueva York en las coordenadas 40°43′52″N 73°58′56″O / 40.731111, -73.982222.